# 金曲獎特別貢獻獎
金曲獎特別貢獻獎是由文化部影視及流行音樂產業局在臺灣舉辦的金曲獎現行頒發獎項，即一般俗稱的「終身成就獎」，該獎項在台灣樂壇所佔地位如同香港樂壇的金針獎，獎項主旨在表彰與獎勵從事臺灣流行音樂出版相關行業有特殊貢獻及成就之團體或個人（含括幕前、幕後人員，不論在世或已逝世）。特別貢獻獎的報名時間、審核過程、頒發規定和金曲獎其它獎項不同（不設入圍名單；且被推薦者與推薦者必須領有中華民國身分證之國民或依中華民國法令設立或立案之法人、民間團體或個人工作室為限），於其他獎項公布入圍時同時公佈該屆得主。本獎項的得主總數並無限制，亦有可能從缺（即該屆不頒發此獎）。而為了能涵蓋更廣且不同的專業領域，特別貢獻獎自第18屆（2007年）起再分為「流行類」與「傳藝類」兩個類別進行頒發。
目前流行類特別貢獻獎最年輕在世獲獎者為任將達（第9屆），他是42歲時獲此殊榮。如果將追頒授獎者一起納入計算，由張雨生（第28屆）以31歲成為最年輕得主，他是在過世20年後才獲頒此獎。鄧麗君（第7屆）是首位被追頒金曲獎特別貢獻獎的得主，她也是第一位同時獲得台灣、香港兩地此獎項的歌手。鳳飛飛（第24屆）是唯一一位同獲金曲、金鐘特別貢獻獎得主。

## 歷屆得獎名單

### 特別獎（第1屆－第10屆）
| 年份 （屆次）   | 得獎者 | 獲獎身分                   | 備註   |
| --------------- | ------ | -------------------------- | ------ |
| 1990 （第1屆）  | 陳達儒 | 作詞家                     | [ 1 ]  |
| 1990 （第1屆）  | 莊奴   | 作詞家                     | [ 1 ]  |
| 1990 （第2屆）  | 陳秋霖 | 琴師、詞曲作家、唱片製作人 | [ 2 ]  |
| 1991 （第3屆）  | 美黛   | 歌手                       | [ 3 ]  |
| 1991 （第3屆）  | 謝騰輝 | 鼓霸樂隊創辦人、團長       | [ 3 ]  |
| 1992 （第4屆）  | 呂泉生 | 作曲家                     | [ 4 ]  |
| 1993 （第5屆）  | 從缺   | 從缺                       | [ 5 ]  |
| 1994 （第6屆）  | 葉俊麟 | 作詞家                     | [ 6 ]  |
| 1994 （第6屆）  | 林二   | 作曲家、音樂教育家         | [ 6 ]  |
| 1996 （第7屆）  | 鄧麗君 | 歌手                       | [ 7 ]  |
| 1997 （第8屆）  | 李泰祥 | 音樂家、詞曲作家           | [ 8 ]  |
| 1998 （第9屆）  | 任將達 | 音樂製作人、詞曲作家       | [ 9 ]  |
| 1999 （第10屆） | 翁清溪 | 作曲家、編曲家             | [ 10 ] |

### 特別貢獻獎（第11屆－第18屆）（不分組）
| 年份 （屆次）   | 得獎者 | 獲獎身分                         | 備註   |
| --------------- | ------ | -------------------------------- | ------ |
| 2000 （第11屆） | 陶曉清 | 民歌運動推手                     | [ 11 ] |
| 2001 （第12屆） | 劉家昌 | 詞曲作家、唱片製作人、歌手       | [ 12 ] |
| 2001 （第12屆） | 許常惠 | 作曲家、音樂教育家               | [ 12 ] |
| 2002 （第13屆） | 翟黑山 | 作曲家、編曲家、音樂教育家       | [ 13 ] |
| 2002 （第13屆） | 郭芝苑 | 作曲家                           | [ 13 ] |
| 2003 （第14屆） | 從缺   | 從缺                             | [ 14 ] |
| 2004 （第15屆） | 馬水龍 | 作曲家、音樂教育家               | [ 15 ] |
| 2005 （第16屆） | 吳楚楚 | 歌手、詞曲作家                   | [ 16 ] |
| 2006 （第17屆） | 林家慶 | 詞曲作家、編曲家、中視大樂隊指揮 | [ 17 ] |
| 2007 （第18屆） | 張弘毅 | 作曲家                           | [ 18 ] |

### 特別貢獻獎（第19屆－至今）
| 年份 （屆次）   | 得獎者           | 獲獎身分                                   | 備註   |
| --------------- | ---------------- | ------------------------------------------ | ------ |
| 2008 （第19屆） | 陳志遠           | 編曲家、作曲家                             | [ 19 ] |
| 2009 （第20屆） | 段鍾潭           | 唱片公司老闆                               | [ 20 ] |
| 2010 （第21屆） | 洪一峰           | 歌手、詞曲作家                             | [ 21 ] |
| 2011 （第22屆） | 黃敏（黃東焜）   | 詞曲作家                                   | [ 22 ] |
| 2012 （第23屆） | 文夏（王瑞河）   | 歌手、作詞家                               | [ 23 ] |
| 2013 （第24屆） | 鳳飛飛（林秋鸞） | 歌手                                       | [ 24 ] |
| 2014 （第25屆） | 彭國華           | 唱片公司老闆                               | [ 25 ] |
| 2015 （第26屆） | 陳揚             | 作曲家、編曲家、製作人                     | [ 26 ] |
| 2015 （第26屆） | 江蕙（江淑惠）   | 歌手、音樂製作人                           | [ 26 ] |
| 2016 （第27屆） | 黃鶯鶯           | 歌手                                       | [ 27 ] |
| 2017 （第28屆） | 紀露霞           | 歌手                                       | [ 28 ] |
| 2017 （第28屆） | 張雨生           | 歌手、詞曲作家、音樂製作人                 | [ 28 ] |
| 2018 （第29屆） | 蘇芮             | 歌手                                       | [ 29 ] |
| 2018 （第29屆） | 郭宗韶           | 貝斯手、編曲、錄音室樂手                   | [ 29 ] |
| 2019 （第30屆） | 黑名單工作室     | 音樂團體                                   | [ 30 ] |
| 2020 （第31屆） | 黃瑞豐           | 爵士鼓演奏家、爵士鼓教育推廣者、詞曲創作者 | [ 31 ] |
| 2021 （第32屆） | 羅大佑           | 歌手、詞曲作家、編曲家                     | [ 32 ] |
| 2022 （第33屆） | 邱晨             | 歌手、詞曲作家                             | [ 33 ] |
| 2022 （第33屆） | 陳復明           | 作曲家、統籌策劃                           | [ 33 ] |
| 2023 （第34屆） | 林秋離           | 作詞家、唱片製作人                         | [ 34 ] |
| 2023 （第34屆） | 歐陽菲菲         | 歌手                                       | [ 34 ] |
| 2024 （第35屆） | 劉清池           | 編曲家                                     | [ 35 ] |
| 2024 （第35屆） | 鄭華娟           | 詞曲作家、歌手                             | [ 35 ] |
| 2025 （第36屆） | 翁孝良           | 詞曲作者、唱片製作人                       |        |
| 2025 （第36屆） | 馬兆駿           | 歌手、詞曲作者、唱片製作人                 |        |

註：表示追頒

## 外部連結
- 第35屆金曲獎頒獎典禮官方網站
- 歷屆金曲獎得獎入圍名單 （页面存档备份，存于），文化部影視及流行音樂產業局